# Selección femenina de fútbol de Francia
La selección femenina de fútbol de Francia (en francés Équipe de France féminine de football) es la selección de fútbol femenino que representa a Francia en las competencias internacionales. Es dependiente de la Federación Francesa de Fútbol.
En los últimos años la selección francesa se ha convertido en una de las mejores del mundo gracias al apoyo de su Federación, alcanzando las semifinales del Mundial 2011, los Juegos Olímpicos de Londres 2012 y de la Eurocopa 2022.

## Historia

### Años 20

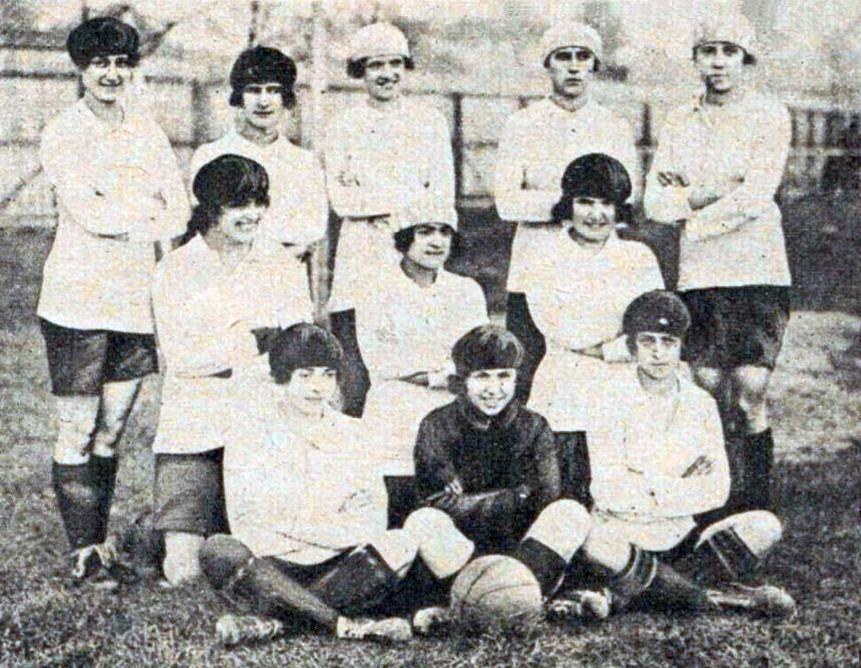
Selección femenina de fútbol de Francia en 1920.

El primer predecesor de la selección francesa fue un combinado del campeonato de fútbol de la FSFSF (una federación no oficial de deporte femenino), que jugó varios amistosos contra equipos de Inglaterra o Bélgica entre 1919 y 1932.

### Fundación
Tras un paréntesis de 35 años, a finales de los años 60 las jugadoras francesas presionaron a la FFF para que reconocieran el fútbol femenino, y en 1969 jugaron un torneo contra las selecciones de Dinamarca, Inglaterra e Italia (la única oficial de las cuatro en ese entonces).
En 1970 la FFF reconoció el fútbol femenino, y al año siguiente Francia jugó contra Holanda su primer partido oficial, que sirvió de clasificación para la segunda edición (México'1971) del Mundialito, el primer intento (no reconocido por la UEFA) de montar un Mundial de fútbol femenino.
Francia goleó 4-0 a Holanda y jugó el Mundialito, donde perdió sus dos partidos, contra Dinamarca e Italia. El Mundialito no se volvió a celebrar, y Francia no volvió a participar en torneos hasta los años 80.

## Estadísticas

### Copa Mundial
| Año   | Ronda            | Posición     | PJ           | PG           | PE           | PP           | GF           | GC           | Dif.         |
| ----- | ---------------- | ------------ | ------------ | ------------ | ------------ | ------------ | ------------ | ------------ | ------------ |
| 1991  | No clasificó     | No clasificó | No clasificó | No clasificó | No clasificó | No clasificó | No clasificó | No clasificó | No clasificó |
| 1995  | No clasificó     | No clasificó | No clasificó | No clasificó | No clasificó | No clasificó | No clasificó | No clasificó | No clasificó |
| 1999  | No clasificó     | No clasificó | No clasificó | No clasificó | No clasificó | No clasificó | No clasificó | No clasificó | No clasificó |
| 2003  | Primera fase     | 9.º          | 3            | 1            | 1            | 1            | 2            | 3            | -1           |
| 2007  | No clasificó     | No clasificó | No clasificó | No clasificó | No clasificó | No clasificó | No clasificó | No clasificó | No clasificó |
| 2011  | Cuarto lugar     | 4.º          | 6            | 2            | 1            | 3            | 10           | 10           | 0            |
| 2015  | Cuartos de final | 5.º          | 5            | 3            | 1            | 1            | 10           | 3            | +7           |
| 2019  | Cuartos de final | 6.º          | 5            | 4            | 0            | 1            | 10           | 4            | +6           |
| 2023  | Cuartos de final | 6.º          | 5            | 3            | 2            | 0            | 12           | 4            | +8           |
| 2027  | Por definir      | Por definir  | Por definir  | Por definir  | Por definir  | Por definir  | Por definir  | Por definir  | Por definir  |
| Total | 5/9              | 9.°          | 24           | 13           | 5            | 6            | 44           | 24           | +20          |

### Juegos Olímpicos
| Año   | Ronda            | Posición     | PJ           | PG           | PE           | PP           | GF           | GC           | Dif.         |
| ----- | ---------------- | ------------ | ------------ | ------------ | ------------ | ------------ | ------------ | ------------ | ------------ |
| 1996  | No clasificó     | No clasificó | No clasificó | No clasificó | No clasificó | No clasificó | No clasificó | No clasificó | No clasificó |
| 2000  | No clasificó     | No clasificó | No clasificó | No clasificó | No clasificó | No clasificó | No clasificó | No clasificó | No clasificó |
| 2004  | No clasificó     | No clasificó | No clasificó | No clasificó | No clasificó | No clasificó | No clasificó | No clasificó | No clasificó |
| 2008  | No clasificó     | No clasificó | No clasificó | No clasificó | No clasificó | No clasificó | No clasificó | No clasificó | No clasificó |
| 2012  | Cuarto lugar     | 4.º          | 6            | 3            | 0            | 3            | 11           | 8            | +3           |
| 2016  | Cuartos de final | 6.º          | 4            | 2            | 0            | 2            | 7            | 2            | +5           |
| 2020  | No clasificó     | No clasificó | No clasificó | No clasificó | No clasificó | No clasificó | No clasificó | No clasificó | No clasificó |
| 2024  | Cuartos de final | 6.º          | 4            | 2            | 0            | 2            | 6            | 6            | 0            |
| Total | 3/8              | 10.º         | 14           | 7            | 0            | 7            | 24           | 16           | +8           |

### Eurocopa Femenina
| Año   | Ronda            | Posición     | PJ           | PG           | PE           | PP           | GF           | GC           | Dif.         |
| ----- | ---------------- | ------------ | ------------ | ------------ | ------------ | ------------ | ------------ | ------------ | ------------ |
| 1984  | No clasificó     | No clasificó | No clasificó | No clasificó | No clasificó | No clasificó | No clasificó | No clasificó | No clasificó |
| 1987  | No clasificó     | No clasificó | No clasificó | No clasificó | No clasificó | No clasificó | No clasificó | No clasificó | No clasificó |
| 1989  | No clasificó     | No clasificó | No clasificó | No clasificó | No clasificó | No clasificó | No clasificó | No clasificó | No clasificó |
| 1991  | No clasificó     | No clasificó | No clasificó | No clasificó | No clasificó | No clasificó | No clasificó | No clasificó | No clasificó |
| 1993  | No clasificó     | No clasificó | No clasificó | No clasificó | No clasificó | No clasificó | No clasificó | No clasificó | No clasificó |
| 1995  | No clasificó     | No clasificó | No clasificó | No clasificó | No clasificó | No clasificó | No clasificó | No clasificó | No clasificó |
| 1997  | Primera fase     | 6.º          | 3            | 1            | 1            | 1            | 4            | 5            | -1           |
| 2001  | Primera fase     | 7.º          | 3            | 1            | 0            | 2            | 5            | 7            | -2           |
| 2005  | Primera fase     | 6.º          | 3            | 1            | 1            | 1            | 4            | 5            | -1           |
| 2009  | Cuartos de final | 8.º          | 4            | 1            | 2            | 1            | 5            | 7            | -2           |
| 2013  | Cuartos de final | 5.º          | 4            | 3            | 1            | 0            | 8            | 2            | +6           |
| 2017  | Cuartos de final | 6.º          | 4            | 1            | 2            | 1            | 3            | 3            | 0            |
| 2022  | Semifinales      | 3.º          | 5            | 3            | 1            | 1            | 10           | 5            | +5           |
| 2025  | Cuartos de final | 5.º          | 4            | 3            | 1            | 0            | 12           | 5            | +7           |
| Total | 8/14             | 5.º          | 30           | 14           | 9            | 7            | 51           | 39           | +12          |

## Últimos partidos y próximos encuentros
Actualizado al último partido jugado el 19 de julio de 2025
| Fecha      | Ciudad        | Local         | Resultado      | Visitante  | Competición                              |
| ---------- | ------------- | ------------- | -------------- | ---------- | ---------------------------------------- |
| 25-07-2024 | Lyon          | Francia       | 3:2            | Colombia   | Juegos Olímpicos 2024                    |
| 28-07-2024 | Saint-Étienne | Francia       | 1:2            | Canadá     | Juegos Olímpicos 2024                    |
| 31-07-2024 | Lyon          | Nueva Zelanda | 1:2            | Francia    | Juegos Olímpicos 2024                    |
| 03-08-2024 | Nantes        | Francia       | 0:1            | Brasil     | Juegos Olímpicos 2024                    |
| 25-10-2024 | Montbéliard   | Francia       | 3:0            | Jamaica    | Partido amistoso                         |
| 29-10-2024 | Ginebra       | Suiza         | 2:1            | Francia    | Partido amistoso                         |
| 30-11-2024 | Angers        | Francia       | 2:1            | Nigeria    | Partido amistoso                         |
| 03-12-2024 | Niza          | Francia       | 2:4            | España     | Partido amistoso                         |
| 21-02-2025 | Toulouse      | Francia       | 1:0            | Noruega    | Liga de Naciones Femenil de la UEFA 2025 |
| 25-02-2025 | Le Mans       | Francia       | 3:2            | Islandia   | Liga de Naciones Femenil de la UEFA 2025 |
| 04-04-2025 | San Galo      | Suiza         | 0:2            | Francia    | Liga de Naciones Femenil de la UEFA 2025 |
| 08-04-2025 | Oslo          | Noruega       | 0:2            | Francia    | Liga de Naciones Femenil de la UEFA 2025 |
| 30-05-2025 | Tomblaine     | Francia       | 4:0            | Suiza      | Liga de Naciones Femenil de la UEFA 2025 |
| 03-06-2025 | Reikiavik     | Islandia      | 0:2            | Francia    | Liga de Naciones Femenil de la UEFA 2025 |
| 27-06-2025 | Grenoble      | Francia       | 3:2            | Brasil     | Partido amistoso                         |
| 05-07-2025 | Zúrich        | Francia       | 2:1            | Inglaterra | Eurocopa Femenina 2025                   |
| 09-07-2025 | San Galo      | Francia       | 4:1            | Gales      | Eurocopa Femenina 2025                   |
| 13-07-2025 | Basilea       | Países Bajos  | 2:5            | Francia    | Eurocopa Femenina 2025                   |
| 19-07-2025 | Basilea       | Francia       | 1:1 (5:6 pen.) | Alemania   | Eurocopa Femenina 2025                   |

## Clasificación FIFA
| Año                    | Enero                  | Febrero                | Marzo                  | Abril                  | Mayo                   | Junio                  | Julio      | Agosto        | Septiembre  | Octubre    | Noviembre  | Diciembre     |
| 2003                   | Sin clasificación FIFA | Sin clasificación FIFA | Sin clasificación FIFA | Sin clasificación FIFA | Sin clasificación FIFA | Sin clasificación FIFA | 9.º (1964) | 9.º (1964)    | –           | 9.º (1967) | –          | 9.º (1968)    |
| 2004                   | –                      | –                      | 9.º (1964)             | –                      | –                      | 7.º (1992)             | –          | 7.º (1992)    | –           | –          | –          | 9.º (1986)    |
| 2005                   | –                      | –                      | 5.º (2038)             | –                      | –                      | 5.º (2028)             | –          | –             | 5.º (2029)  | –          | –          | 7.º (1997)    |
| 2006                   | –                      | –                      | 5.º (2017)             | –                      | 6.º (2020)             | –                      | –          | –             | 6.º (2007)  | –          | –          | 7.º (1991)    |
| 2007                   | –                      | –                      | 7.º (2002)             | –                      | –                      | 7.º (2008)             | –          | –             | –           | 7.º (1993) | –          | 7.º (2003)    |
| 2008                   | –                      | –                      | 7.º (1998)             | –                      | –                      | 8.º (1999)             | –          | –             | 7.º (1999)  | –          | –          | 8.º (1988)    |
| 2009                   | –                      | –                      | 8.º (1983)             | –                      | –                      | 8.º (1982)             | –          | –             | 10.º (1954) | –          | –          | 9.º (1968)    |
| 2010                   | –                      | –                      | 8.º (1969)             | –                      | 8.º (1973)             | –                      | –          | 8.º (1974)    | –           | –          | 8.º (1998) | –             |
| 2011                   | –                      | –                      | 7.º (1997)             | –                      | –                      | –                      | 7.º (1981) | –             | 7.º (1982)  | –          | –          | 6.º (1990)    |
| 2012                   | –                      | –                      | 6.º (2020)             | –                      | –                      | 6.º (2021)             | –          | 5.º (2021)    | –           | –          | –          | 5.º (2033)    |
| 2013                   | –                      | –                      | 5.º (2027)             | –                      | –                      | 6.º (2023)             | –          | 6.º (2020)    | –           | –          | –          | 5.º (2027)    |
| 2014                   | –                      | –                      | 4.º (2051)             | –                      | –                      | 4.º (2046)             | –          | –             | 4.º (2067)  | –          | –          | 3.º (2091)    |
| 2015                   | –                      | –                      | 3.º (2103)             | –                      | –                      | –                      | 3.º (2081) | –             | 3.º (2083)  | –          | –          | 3.º (2078)    |
| 2016                   | –                      | –                      | 3.º (2068)             | –                      | –                      | 3.º (2064)             | –          | 3.º (2046)    | –           | –          | –          | 3.º (2041)    |
| 2017                   | –                      | –                      | 3.º (2072)             | –                      | –                      | 3.º (2076)             | –          | –             | 4.º (2030)  | –          | –          | 6.º (2019)    |
| 2018                   | –                      | –                      | 5.º (2025)             | –                      | –                      | 3.º (2032)             | –          | –             | 4.º (2033)  | –          | –          | 3.º (2046)    |
| 2019                   | –                      | –                      | 4.º (2043)             | –                      | –                      | –                      | 4.º (2029) | –             | 4.º (2031)  | –          | –          | 4.º (2033)    |
| 2020                   | –                      | –                      | 3.º (2036)             | –                      | –                      | 3.º (2036)             | –          | 3.º (2036)    | –           | –          | –          | 3.º (2032)    |
| 2021                   | –                      | –                      | –                      | 4.º (2029.93)          | –                      | 3.º (2038.68)          | –          | 5.º (2038.68) | –           | –          | –          | 4.º (2034.41) |
| 2022                   | –                      | –                      | 3.º (2046.48)          | –                      | –                      | 3.º (2041.02)          |            |               |             |            |            |               |
| Posición promedio: 6.ª |                        |                        |                        |                        |                        |                        |            |               |             |            |            |               |

Fuente: Clasificación Mundial FIFA/Coca Cola - Clasificación completa - FIFA.com Clasificación Mundial FIFA/Coca Cola - Federaciones - Francia - Femenina - FIFA.com
Colores: 
Dorado = 1.º puesto; 
Plateado = 2.º puesto;
Bronce = 3.º puesto;
Azul = Top 5; 
Rosado = Peor posición.

## Uniforme

### Titular
| 2001 | 2002-2003 | 2005 | 2007 | 2009 | 2011 | 2012-2013 | 2012 | 2014-2015 |

| 2016-2017 | 2018 | 2019-2021 | 2022-2023 | 2023-2024 |

### Alternativo
| 2001 | 2003-2004 | 2005 | 2007 | 2009 | 2011 | 2012 | 2013 | 2014 |

| 2015 | 2016-2017 | 2018 | 2019-2021 | 2022-2023 | 2023-2024 |

### Uniformes de portero
| 2019-2022 | 2019-2022 | 2019-2022 | 2022-2023 | 2022-2023 | 2022-2023 | 2023-2024 | 2023-2024 | 2023-2024 |

| 2024-2025 | 2024-2025 |

## Títulos
- Copa SheBelieves
  - Campeón: 2017[1]
- Copa de Chipre
  - Campeón: 2012, 2014[2]
- Torneo de Francia
  - Campeón: 2020

## Jugadoras

### Última convocatoria
Jugadoras convocadas para la Eurocopa Femenina 2025.
Entrenador:  Laurent Bonadei
| No. | Pos. | Jugadora                | Fecha de nacimiento (edad)        | Apa. | Goles | Club                |
| --- | ---- | ----------------------- | --------------------------------- | ---- | ----- | ------------------- |
| 1   | POR  | Justine Lerond          | 29 de febrero de 2000 (25 años)   | 0    | 0     | Montpellier         |
| 16  | POR  | Pauline Peyraud-Magnin  | 17 de marzo de 1992 (33 años)     | 65   | 0     | Juventus            |
| 21  | POR  | Constance Picaud        | 5 de julio de 1998 (27 años)      | 13   | 0     | Fleury 91           |
|     |      |                         |                                   |      |       |                     |
| 2   | DEF  | Thiniba Samoura         | 11 de febrero de 2004 (21 años)   | 7    | 0     | Paris Saint-Germain |
| 3   | DEF  | Maëlle Lakrar           | 25 de mayo de 2000 (25 años)      | 30   | 3     | Real Madrid         |
| 4   | DEF  | Alice Sombath           | 16 de octubre de 2003 (21 años)   | 4    | 0     | OL Lyonnes          |
| 5   | DEF  | Élisa De Almeida        | 11 de enero de 1998 (27 años)     | 44   | 5     | Paris Saint-Germain |
| 7   | DEF  | Sakina Karchaoui        | 26 de enero de 1996 (29 años)     | 89   | 3     | Paris Saint-Germain |
| 13  | DEF  | Selma Bacha             | 9 de noviembre de 2000 (24 años)  | 46   | 3     | OL Lyonnes          |
| 19  | DEF  | Griedge Mbock Bathy     | 26 de febrero de 1995 (30 años)   | 92   | 8     | Paris Saint-Germain |
| 22  | DEF  | Melween N'Dongala       | 6 de septiembre de 2004 (20 años) | 3    | 0     | Paris FC            |
| 23  | DEF  | Lou Bogaert             | 25 de junio de 2004 (21 años)     | 4    | 0     | Paris FC            |
|     |      |                         |                                   |      |       |                     |
| 6   | MED  | Sandie Toletti          | 13 de julio de 1995 (30 años)     | 69   | 3     | Real Madrid         |
| 8   | MED  | Grace Geyoro            | 2 de julio de 1997 (28 años)      | 99   | 21    | Paris Saint-Germain |
| 10  | MED  | Amel Majri              | 25 de enero de 1993 (32 años)     | 80   | 12    | OL Lyonnes          |
| 18  | MED  | Oriane Jean-François    | 14 de agosto de 2001 (23 años)    | 14   | 0     | Chelsea             |
|     |      |                         |                                   |      |       |                     |
| 9   | DEL  | Melvine Malard          | 28 de junio de 2000 (25 años)     | 29   | 9     | Manchester United   |
| 11  | DEL  | Kadidiatou Diani        | 1 de abril de 1995 (30 años)      | 114  | 30    | OL Lyonnes          |
| 12  | DEL  | Marie-Antoinette Katoto | 1 de noviembre de 1998 (26 años)  | 55   | 38    | Paris Saint-Germain |
| 14  | DEL  | Clara Mateo             | 28 de noviembre de 1997 (27 años) | 37   | 7     | Paris FC            |
| 15  | DEL  | Kelly Gago              | 5 de enero de 1999 (26 años)      | 6    | 2     | Everton             |
| 17  | DEL  | Sandy Baltimore         | 19 de febrero de 2000 (25 años)   | 43   | 9     | Chelsea             |
| 20  | DEL  | Delphine Cascarino      | 5 de febrero de 1997 (28 años)    | 76   | 14    | San Diego Wave      |

### Jugadoras con más participaciones
| #  | Nombre              | Período         | Participaciones | Goles |
| -- | ------------------- | --------------- | --------------- | ----- |
| 1  | Sandrine Soubeyrand | 1997 - 2013     | 198             | 17    |
| 2  | Élise Bussaglia     | 2003 - 2019     | 192             | 30    |
| 3  | Laura Georges       | 2001 - 2018     | 188             | 7     |
| 4  | Camille Abily       | 2001 - 2017     | 183             | 37    |
| 5  | Eugénie Le Sommer   | 2009 - presente | 175             | 86    |
| 6  | Gaëtane Thiney      | 2007 - 2019     | 163             | 58    |
| 7  | Sonia Bompastor     | 2000 - 2013     | 156             | 19    |
| 8  | Sarah Bouhaddi      | 2004 - 2020     | 149             | 0     |
| 9  | Louisa Nécib        | 2005 - 2016     | 145             | 36    |
| 10 | Élodie Thomis       | 2005 - 2017     | 141             | 32    |

Actualizado al 8 de julio de 2022.

### Jugadoras con más goles
| #  | Nombre            | Período         | Goles | Partidos | Promedio |
| -- | ----------------- | --------------- | ----- | -------- | -------- |
| 1  | Eugénie Le Sommer | 2009 - presente | 86    | 175      | 0.49     |
| 2  | Marinette Pichon  | 1994 - 2007     | 81    | 112      | 0.72     |
| 3  | Marie-Laure Delie | 2009 - 2017     | 65    | 123      | 0.53     |
| 4  | Gaëtane Thiney    | 2007 - 2019     | 58    | 163      | 0.36     |
| 5  | Camille Abily     | 2001 - 2017     | 37    | 183      | 0.2      |
| 6  | Louisa Nécib      | 2005 - 2016     | 36    | 145      | 0.25     |
| 7  | Wendie Renard     | 2011 - presente | 33    | 131      | 0.25     |
| 8  | Élodie Thomis     | 2005 - 2017     | 32    | 141      | 0.23     |
| 9  | Hoda Lattaf       | 1997 - 2007     | 31    | 111      | 0.28     |
| 10 | Élise Bussaglia   | 2003 - 2019     | 30    | 192      | 0.16     |

Actualizado al 8 de julio de 2022.

## Entrenadores
- Lista de entrenadores(as) de la Selección femenina de fútbol de Francia.
- Pierre Geoffroy (enero 1971–junio 1978)
- Francis-Pierre Coché (julio 1978–mayo 1987)
- Aimé Mignot (junio 1987–julio 1997)
- Élisabeth Loisel (agosto 1997–enero 2007)
- Bruno Bini (febrero 2007–julio 2013)
- Philippe Bergeroo (julio 2013–septiembre 2016)
- Olivier Echouafni (septiembre 2016–agosto 2017)
- Corinne Diacre (agosto 2017–marzo 2023)
- Hervé Renard (marzo 2023–agosto 2024)
- Laurent Bonadei (agosto 2024–presente)